# Tenzing Norgay

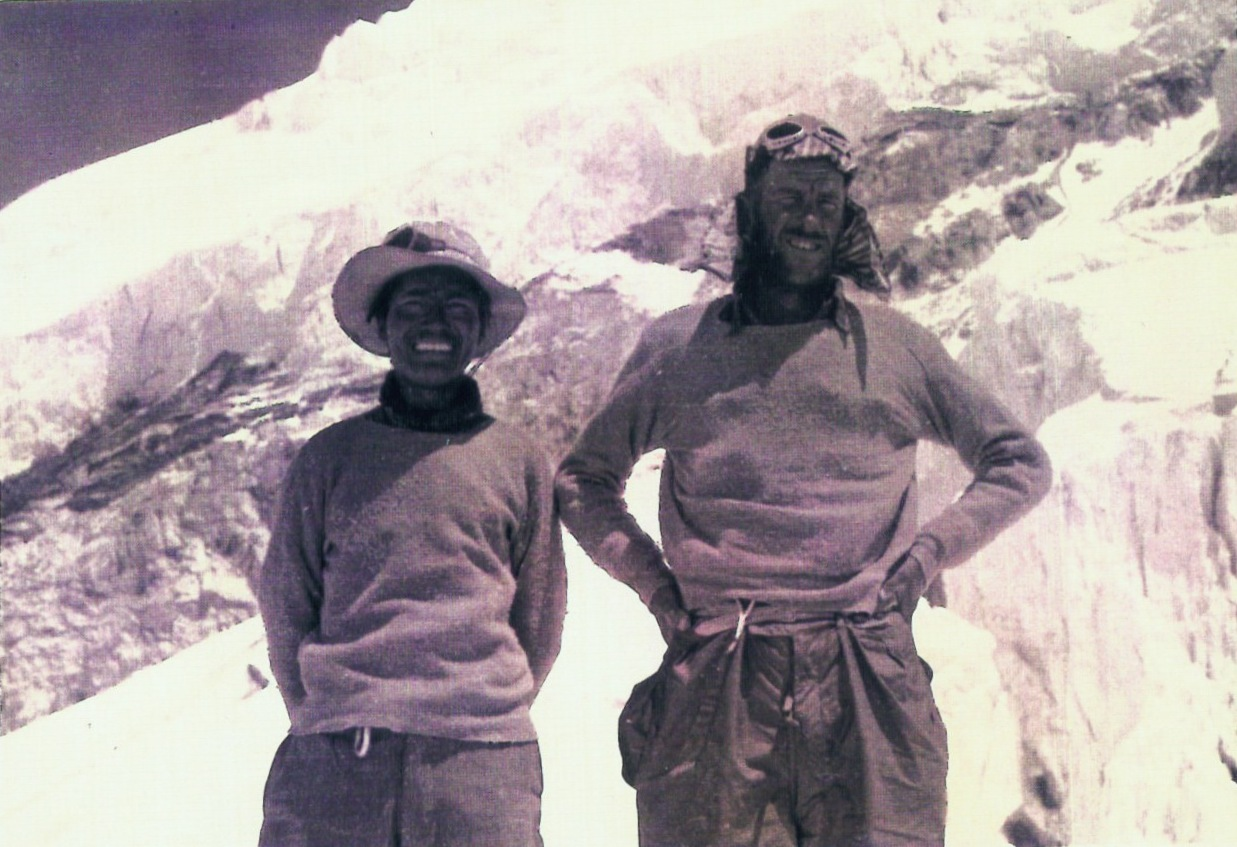
Tenzing Norgay och Edmund Hillary.

Tenzing Norgay, Sherpa Tenzing Norgay, född i maj 1914 i Tengboche, Solukhumbu District, Nepal, död 9 maj 1986 i Darjeeling, Västbengalen, Indien, var en nepalesisk sherpa och bergsbestigare. Tenzing Norgay är främst känd för att han och Edmund Hillary den 29 maj 1953 blev de första klättrare som man med säkerhet vet besteg världens högsta berg Mount Everest.  Jamling Tenzing Norgay är hans son.

## Tidigt liv
Tenzing kom från en bondfamilj från Khumbu i Nepal, mycket nära Mount Everest som sherporna kallade Chomolungma. Då han besteg Everest trodde man att han hade fötts där, men på 1990-talet kom det fram att han faktiskt hade fötts och tillbringat sina första år i Kharta Valley-regionen i Tibet öster om Mount Everest, men detta hade hållits hemligt av politiska skäl.
Han hade ursprungligen hetat "Namgyal Wangdi", men som barn ändrades hans namn av huvudlaman och grundaren av det berömda Rongbukklostret - Ngawang Tenzin Norbu. Tenzing Norgay betyder "rik-lyckosam-religionsanhängare". Hans far, en jakherde, Ghang La Mingma avled 1949, men hans mor Dokmo Kinzom fick uppleva att sonen besteg Mount Everest. Han var den elfte av tretton barn, varav de flesta dog unga.
Hans exakta födelsedatum är osäkert, men han visste att det var i slutet av maj, med tanke på väder och grödor. Senare kom han att betrakta 29 maj som sin födelsedag, då det var detta datum han nådde Mount Everests topp.
Han rymde till Kathmandu två gånger som pojke, och vid 19 års ålder slog han sig ned i sherpasamhället Too Song Bhusti i Darjeeling.

## Bergsbestigning
Tenzing Norgay deltog som bärare på hög altitud i tre officiella brittiska försök att bestiga Everest från den norra tibetanska sidan på 1930-talet.
Tenzing deltog även i andra bestigningar på den indiska halvön, och under en tid i början av 1940-talet bodde han i det som nu är Pakistan. Han menade att den svåraste bestigning han deltagit i var på östra Nanda Devi, där flera personer dog.
1947 deltog han i ett misslyckat försök att nå Everest topp. Den excentriske engelsmannen Earl Denman, Ange Dawa Sherpa och Tenzing tog sig illegalt in i Tibet och försökte ta sig upp för berget, men försöket avslutades när en kraftig storm på 6 700 meters höjd hindrade dem. Denman erkände sig besegrad, alla tre vände om och återvände oskadda.
1952 deltog Tenzing i två schweiziska expeditioner ledda av Raymond Lambert, de första seriösa försöken att bestiga Everest från den södra nepalesiska sidan, och han och Lambert nådde den dåvarande rekordhöjden 8 599 m.

## Framgång på Mount Everest
1953 deltog han i John Hunts expedition, vilket var Tenzings sjunde Everestexpedition, och kom att tillsammans med Edmund Hillary att bli de första klättrare som nådde toppen. Han mottogs senare med beundran i Indien och Nepal och dyrkades bokstavligen av somliga, som trodde att han måste vara en inkarnation av Buddha eller Shiva.
Tenzing och Hillary var de första som satte sina fötter på Mount Everests topp, men journalister envisades att fortsätta fråga vem av de båda som hade rätten att bära äran som den förste, och vem av dem som bara var den andre.
Tenzing betonade vikten av sammanhållningen i en sådan grupp och det de lyckats med, och skakade av sig påståenden om att någonsin ha behövt någons draghjälp, men avslöjade att Hillary varit den förste som satte sin fot på toppen. Han sammanfattade: "Om det är en skam att vara den andra människan på Mount Everest, så är det en skam som jag får leva med."

## Familjeliv

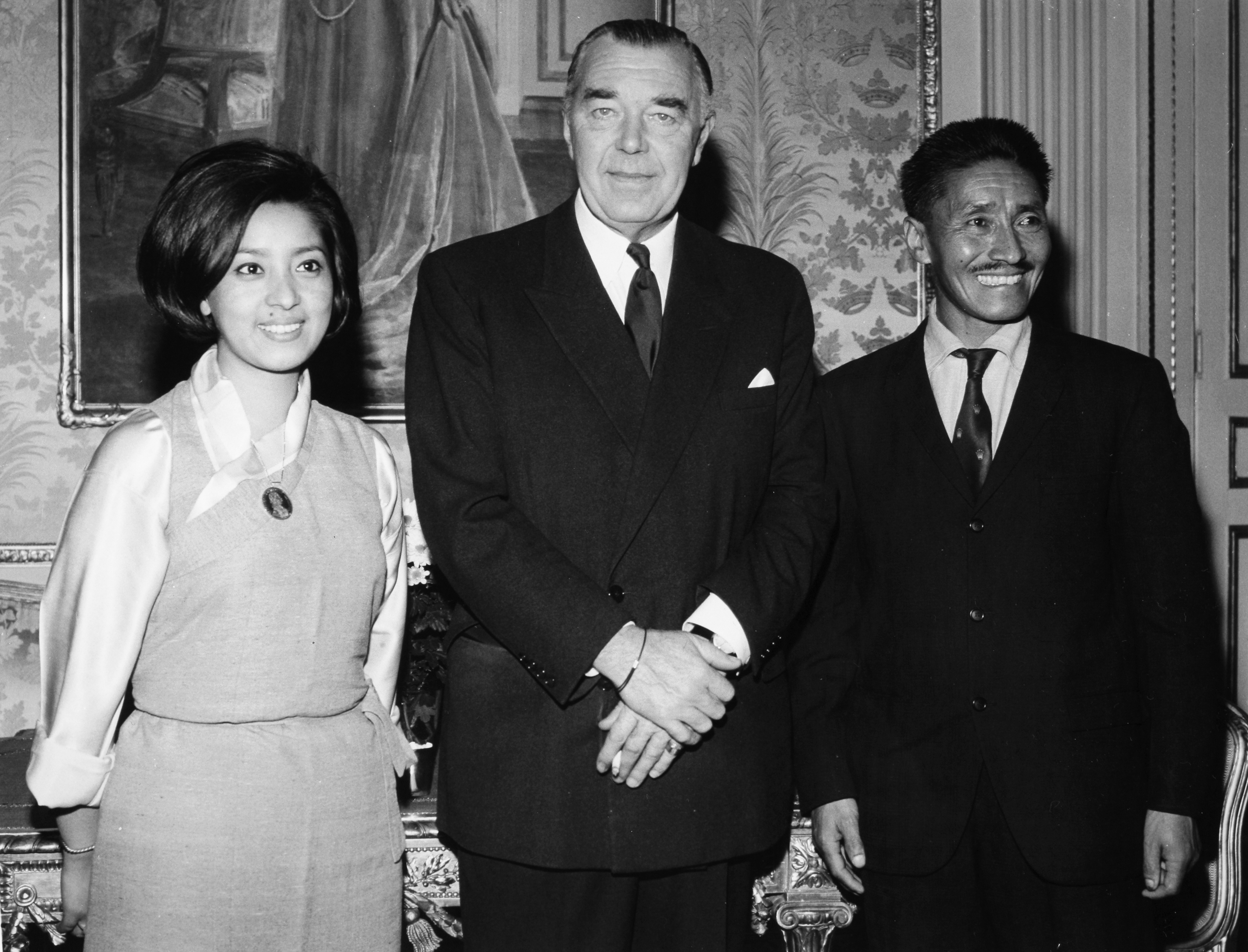
Invigning av SAS transasiatiska expressflyg 1967. På bilden syns, från vänster, Nima Norgay (Tenzing Norgays dotter), Prins Bertil och Tenzing Norgay.

Tenzing var gift tre gånger. Hans första maka Dawa Phuti dog ung 1944. Tillsammans med henne hade han en son, Nima Dorje, avliden som fyraåring, och två döttrar: Pem Pem, som fick sonen Tashi Tenzing som besteg Everest, och Nima, som gifte sig med en filippinsk formgivare, Noli Galang. Tenzings andra hustru Ang Lahmu var kusin till hans första; de fick inga barn. Sin tredje fru Daku gifte han sig med medan hans andra fru fortfarande var i livet, vilket är tillåtet enligt sherpased och tillsammans med henne fick han sönerna Jamling och Norbu. Hans brorsöner Nawang Gombu och Topgay deltog i Everestexpeditionen 1953.

## Efter Everest
Tenzing blev senare chef för fältträningen på Himalayan Mountaineering Institute i Darjeeling. År 1978 grundade han företaget Tenzing Norgay Adventures som erbjuder vandring i Himalaya. 2003 leddes företaget av hans son Jamling Tenzing Norgay, som själv besteg Everest 1996. Tenzing avled av en hjärnblödning 1986 i Darjeeling (nuvarande Darjiling) i Västbengalen i Indien 1986.
Asteroiden 6481 Tenzing är uppkallad efter honom.